# 덕신초등학교 (울산)
덕신초등학교(德新初等學校, Duksin Elementary School)는 대한민국 울산광역시 울주군 온산읍 서영남1길 27번에 위치한 공립초등학교이다.

## 역사

### 연혁
학교 연혁
- 1975년 7월 19일 : 덕신초등학교 설립인가[1]
- 1976년 3월 15일 : 6학급 개교
- 2003년 3월 1일 : 온산초등학교 분리로 38학급 편성
- 2012년 3월 1일 : 35(특수1)학급 편성, 유치원 3학급
- 2012년 3월 1일 제16대 김종식 교장 취임
- 2012년 6월 20일 : 고려아연에서 발전기금(4,700만원) 지원[2]
- 2014년 2월 20일 제38회 졸업(156명, 총계 4,325명)
- 2014년 3월 3일 33(1)학급 편성, 유치원 3학급.
- 2014년 3월 3일 울산광역시교육청 어깨동무 선도학교 운영

교육 연혁
- 1986년 11월 14일 : 군지정 유치원 시번 발표
- 1987년 12월 31일 : 도지정 도덕과 우수학교 선정
- 1988년 12월 31일 : 도지정 보건체육교육 우수학교 선정
- 1990년 12월 31일 : 학교쇄신 도 시범학교 발표
- 1991년 11월 5일 : 교육방송 군 시범학교 발표
- 1994년 3월 1일 : 군지정 사회과 교육연구학교 운영
- 1997년 12월 20일 : 울산광역시교육청지정 특별활동 우수학교 선정
- 1998년 3월 1일 : 울산광역시교육청지정 교육평가연구학교 운영
- 1998년 12월 20일 : 울산광역시교육청지정 과학교육 우수학교 선정
- 1999년 3월 1일 : 교육인적자원부지정 급식교육연구학교 운영(2년)
- 2001년 5월 1일 : 교육인적자원부지정 ICT활용연구학교 운영
- 2004년 3월 1일 : 울산광역시교육청지정 연구유치원
- 2008년 3월 1일 : 울산광역시교육청지정 다문화이해교육 정책연구학교 운영(2년)
- 2008년 12월 10일 : 2008 과학교육종합평가 우수학교 선정
- 2010년 3월 1일 : 울산광역시교육청지정 학력향상정책연구학교 운영(2년)
- 2012년 5월 29일 제41회 전국소년체육대회(여자초등배구) 1위

## 교기

### 배구부
2001년 7월 12일에 체육관을 개관하고, 배구부를 창단하였다.
연혁
- 2005년 5월 31일 : 제34회 전국소년체육대회(여자초등배구) 3위
- 2006년 1월 17일 : 제6회 칠십리기 전국초등학교 배구대회 1위
- 2006년 5월 14일 : 제11회 재능기 전국초등학교 배구대회 1위
- 2006년 6월 20일 : 제35회 전국소년체육대회(여자초등배구) 1위
- 2012년 3월 : 제17회 재능기 전국초등학교 배구대회(여자초등배구) 우승[4]
- 2012년 4월 : KOVO 2012 회장기 전국초등학교 배구대회 여자부 우승[5]

## 참조
1. 1 2  덕신초등학교의 연혁
2. ↑  고려아연 덕신초·온산중에 발전기금 : 울산매일, 2012-06-21 (2012-06-29 확인)
3. ↑  덕신초등학교 배구부
4. ↑  울산 덕신초 '전국초등학교 배구대회' 여자부 정상 : 머니투데이, 2012-03-20 (2012-06-29 확인)
5. ↑  울산 덕신초 KOVO 회장기 배구대회 여자부 우승 보관됨 2016-03-04 - 웨이백 머신 : 뉴시스, 2012-04-23 (2012-06-29 확인)